# Demonax sikangensis
Demonax sikangensis là một loài bọ cánh cứng trong họ Cerambycidae.